# 图灵焦油坑
图灵焦油坑（英語：Turing tarpit）是指功能过于灵活而难以学习和使用的程序设计语言或计算机接口。 1982年艾伦·佩利在《编程警句》中发明了这一术语：
54. 留心图灵焦油坑，在其中任何事情都是可能的但没有什么有趣的事是容易的。
凡是图灵完备的语言都可以写任意程序，因此不严格地来说各种编程语言是等价的。但理论上的能力在实践中的实用性往往并不相同。图灵焦油坑是指一个非常简单的抽象机，实现中的各种细节都要求用户自行处理。它的另一个极端是几乎不需要人为干涉就能执行所有任务的接口，但一旦需求轻微改变就需要调整源代码。
像Brainfuck这样深奥的编程语言就被称为图灵焦油坑。它们虽然是图灵完备语言，但故意只实现最少的功能。使用这些语言是一种娛樂數學：设计最简单的基本程序都极为困难，但数学上图灵等价的语言。

## 进一步阅读
- G. Fischer, A.C. Lemke, "Constrained Design Processes: Steps Toward Convivial Computing", Technical Report CU-CS-369-87, 科羅拉多大學波德分校, USA.
- E.L. Hutchins, J.D. Hollan, D.A. Norman, "Direct Manipulation Interfaces". In User Centered System Design. New Perspectives on Human–Computer Interaction (1986).
- Esolangs, Turing Tarpit（页面存档备份，存于）.